# Dover, Idaho
Dover är en ort i Bonner County i delstaten Idaho, USA.